# Przerośl (gmina)
Przerośl – gmina wiejska w województwie podlaskim, w powiecie suwalskim. W latach 1975–1998 gmina położona była w województwie suwalskim.
Siedziba gminy to Przerośl.
Według danych z 30 czerwca 2008 gminę zamieszkiwało 3035 osób.

## Historia
Gmina Przerośl powstała za Królestwa Polskiego – 31 maja 1870 w powiecie suwalskim w guberni suwalskiej w związku z utratą praw miejskich przez miasto Przerośl i przekształceniu go w wiejską gminę Przerośl w granicach dotychczasowego miasta.

## Struktura powierzchni
Według danych z roku 2005 gmina Przerośl ma obszar 123,84 km², w tym:
- użytki rolne: 73%
- użytki leśne: 14%

Gmina stanowi 9,47% powierzchni powiatu.

## Demografia

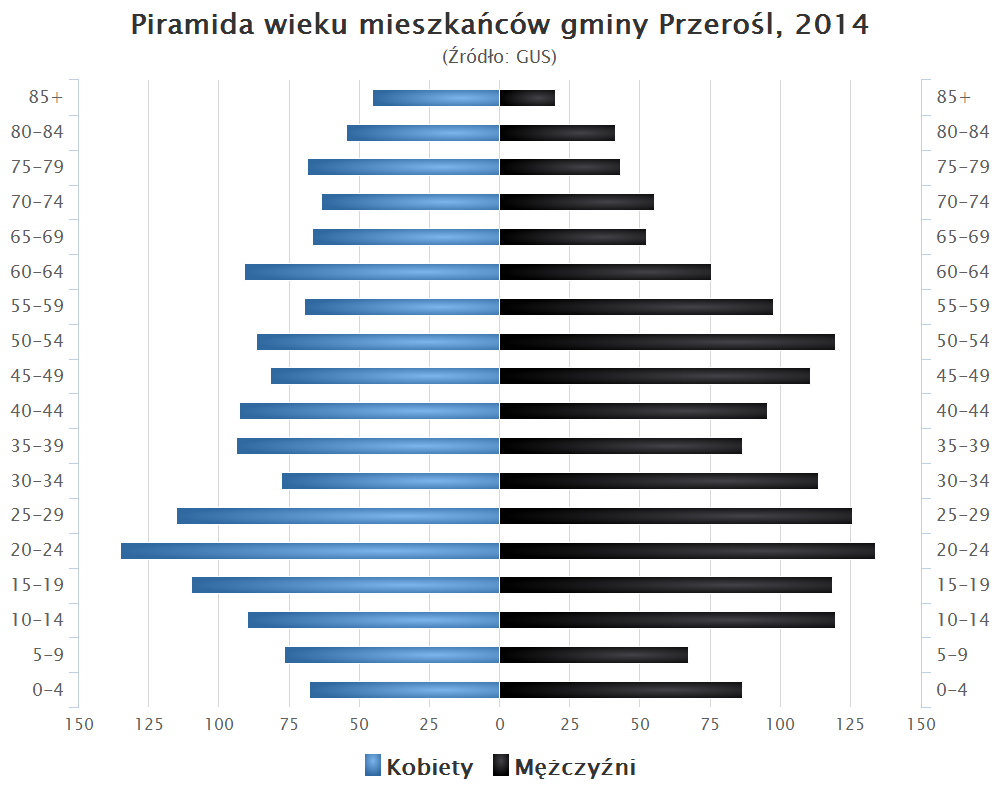
Piramida wieku mieszkańców gminy Przerośl w 2014 roku

Dane z 30 czerwca 2008:
| Opis                              | Ogółem | Ogółem | Kobiety | Kobiety | Mężczyźni | Mężczyźni |
| --------------------------------- | ------ | ------ | ------- | ------- | --------- | --------- |
| jednostka                         | osób   | %      | osób    | %       | osób      | %         |
| populacja                         | 3035   | 100    | 1502    | 49,49   | 1533      | 50,51     |
| gęstość zaludnienia (mieszk./km²) | 24,51  | 24,51  | 12,13   | 12,13   | 12,38     | 12,38     |

## Sołectwa
Blenda, Bućki, Hańcza, Iwaniszki, Kolonia Przerośl (2 sołectwa), Kruszki, Krzywólka, Łanowicze Duże, Łanowicze Małe, Morgi, Nowa Pawłówka, Nowa Przerośl, Olszanka, Prawy Las, Przełomka, Przerośl, Przystajne, Rakówek, Romanówka, Stara Pawłówka, Śmieciuchówka, Wersele, Zarzecze, Zusenko.

## Sąsiednie gminy
Dubeninki, Filipów, Jeleniewo, Suwałki, Wiżajny